# Herkenrode (bier)
Herkenrode is een Belgisch abdijbier. Het bier wordt gebrouwen door Brouwerij Sint-Jozef te Opitter in opdracht van Herkenrode vzw te Hasselt.

## Achtergrond
De Herkenrode-bieren werden gelanceerd in 2009. De naam van het bier verwijst naar de Abdij van Herkenrode, gelegen te Kuringen, een deelgemeente van Hasselt. In de in 1192 gestichte abdij brouwde men tot aan de Franse Revolutie bier. Daarmee knoopt men weer aan met een biertraditie op de abdijsite waar tot aan de Franse bezetting steeds een brouwerij was. Daarvan getuigt een akte uit 1420 waarin abdis Aleidis van Rijkel de schoenmakerij verpacht. In de pachtovereenkomst liet zij vastleggen dat de pachter elk jaar een paar schoenen moet leveren onder meer aan de knechten van het paanhuis (de brouwerij).

De opdracht die de ingenieur brouwmeester kreeg van Wim Van Lishout, voorzitter van Herkenrode vzw, was: een bier brouwen met de stoerheid van de graven van Loon, de elegantie van de abdissen van Herkenrode en de aroma's van de kruidentuin.
De Federatie van Belgische Brouwers kende in juni 2009 aan dit bier de benaming en het bijbehorende logo van Erkend Belgisch Abdijbier toe. Herkenrode is daarmee het 23e bier waaraan deze benaming werd toegekend en het tweede erkende abdijbier in Limburg.

## De bieren
Oorspronkelijk waren er 2 varianten: Herkenrode Tripel, goudblond bier en Herkenrode Bruin, oranje-amberkleurig bier, beide met een alcoholpercentage van 7%. Zij waren sinds december 2009 op de markt.
Sinds eind 2017 zijn er 3 varianten:
- Herkenrode Cister Blond (6,5% vol.), gebrouwen met mouten van tweerijige zomergerst en gehopt met 100% Saaz-Saaz hop. Het hergist op de fles en is zowel op fles (33 cl en 75 cl) als of vat te verkrijgen. De naam Cister verwijst naar de orde der cisterciënzers waarbij de abdij van Herkenrode zich als eerste vrouwenabdij van de lage landen in 1217 aansloot. (Het is de afkorting van cistercium, Latijn voor Cîteaux de naam van de eerste abdij van de orde.)
- Herkenrode Vesper Tripel (9% vol.), een luxe speciaalbier gekenmerkt door zijn volle smaak en zijn diepgouden kleur. Engelse hop geeft aan dit sterk abdijbier een specifiek aroma. De naam Vesper is een allusie op het avondgebed dat net voor zonsondergang plaatsvindt. Voorlopig is het enkel op fles (33 cl en 75 cl) te verkrijgen.
- Herkenrode Noctis Bruin. Dit is letterlijk 'het bier van de nacht'. Het is gebrouwen met Munichmout van zomergerst en gehopt met Engelse aromahop. De smaak van Noctis Bruin wordt versterkt door een maandlange rijping op hout om lichte toetsen van 'vanillin' en 'smokes food' aan het bier te geven. Het bier is gefilterd, vandaar zijn heldere kleur. Het is zowel op fles (33 cl en 75 cl) als of vat te verkrijgen.

## Onderscheidingen
Herkenrode Noctis Bruin behaalde reeds twee gouden medailles op de Monde Selection, werd in 2016 bekroond tot het beste Belgische donkere bier op de World Beer Awards en kreeg in 2017 een bronzen medaille toebedeeld op de AIBA Australian International Beer Awards.